# Scott Bradley
Scott Bradley (Russellville, 26 novembre 1891 – Chatsworth, 27 aprile 1977) è stato un compositore, pianista e direttore d'orchestra statunitense. È ricordato principalmente per aver realizzato le colonne sonore dei cortometraggi animati della Metro-Goldwyn-Mayer, comprese le serie di Tom & Jerry (fino al 1958), Droopy e Barney Bear.

## Biografia
Bradley iniziò la sua carriera suonando con (e poi dirigendo) orchestre teatrali a Houston. Studiò organo e armonia con Horton Corbett, il direttore del coro della Christ Church Cathedral di Houston, ma fu "altrimenti totalmente autodidatta in composizione e orchestrazione" (anni dopo, quando si era già stabilito a Hollywood, cercò di migliorare la sua tecnica studiando privatamente con il collega alla MGM Mario Castelnuovo-Tedesco). Nel 1926 Bradley si trasferì a Los Angeles per dirigere programmi su KHJ Radio, un'attività che portò al suo crescente coinvolgimento nell'animazione all'inizio dell'era del sonoro. Fu musicista per Walt Disney (1929) e Ub Iwerks (1930-1934), poi diventò direttore musicale per Harman e Ising, che erano stati assunti per la produzione di cortometraggi animati per la MGM. Dopo che la MGM stabilì il suo studio d'animazione nel 1937, Bradley venne assunto in modo permanente e rimase con la società per vent'anni.
Nel corso degli anni '30 Bradley compose anche musiche per la sala da concerto, tra cui i poemi sinfonici The Valley of the White Poppies (1931), The Headless Horseman (1932) e l'oratorio Thanatopsis (1934), basato sulla poesia di William Cullen Bryant. Il suo più notevole successo fu "Cartoonia" (1938), una suite orchestrale in quattro movimenti del suo lavoro per la MGM, eseguita per la prima volta da Pierre Monteux con la San Francisco Symphony. Fu una prima espressione della convinzione di Bradley che la musica dei cartoni animati fosse una forma d'arte di grande potenziale.
Come era pratica comune nella musica per l'animazione, lo stile iniziale di Bradley incorporava frammenti di melodie popolari e tradizionali. Verso la metà degli anni '40, però, le sue composizioni e orchestrazioni erano diventate più originali e complesse, anche grazie all'utilizzo della dodecafonia ideata da Arnold Schönberg. Altre influenze erano Béla Bartók, Igor' Fëdorovič Stravinskij e Paul Hindemith. La rivista Sight & Sound citò la finta denuncia del violinista Lou Raderman: "Scott scrive la più difficile musica per violino di Hollywood... Finirà per rompermi le dita!"

Bradley esprimeva notevole orgoglio per la sua "musica divertente" e credeva che comporre per l'animazione offrisse di gran lunga più possibilità al compositore che per i film live-action. Riguardo alla sua colonna sonora per il corto di Tom & Jerry Un giorno da cani scrisse in seguito: 
"Spero che il dr. Schönberg mi perdonerà per l'utilizzo del suo sistema per produrre musica divertente, ma anche i ragazzi dell'orchestra ridevano mentre la stavamo registrando."
Nel 1954 la MGM rescisse il suo contratto settimanale ma mantenne i suoi servizi come freelance, pagandolo mille dollari a film. Questa disposizione durò fino alla chiusura del reparto animazione della MGM nel 1957, dopodiché Bradley si ritirò.